# Erich Ullmann
Erich Ullmann (* 15. Oktober 1892 in Mammern; † 11. Dezember 1965 in Winterthur) war ein Schweizer Landwirt, Politiker und Offizier.

## Biografie
Erich Ullmann, Sohn des Arztes und Politikers Oscar Ullmann (1862–1949), studierte Landwirtschaft an der ETH Zürich und der Universität Leipzig und erlangte das Diplom eines Agraringenieurs. 1919 übernahm er die Bewirtschaftung des Guts Neuburg bei Mammern. Im selben Jahr heiratete er Johanna Bridler, Tochter des Architekten Otto Bridler. Ab 1920 war er Mitglied im leitenden Ausschuss des Thurgauer Milchproduzentenverbands, von 1944 bis 1965 war er dessen Präsident. Seit 1935 gehörte er dem Vorstand und seit 1943 dem leitenden Ausschuss des Zentralverbands schweizerischer Milchproduzenten an.  
In seinem politischen Engagement war Ullman von 1925 bis 1949 Mitglied der Ortskommission und von 1935 bis 1965 Schulpräsident von Mammern. Von 1935 bis 1947 gehörte er als Mitglied der FDP dem Grossen Rat des Kantons Thurgau an, von 1943 bis 1944 als dessen Präsident. Von 1939 von 1963 vertrat er den Kanton Thurgau im Ständerat. Sein Engagement für das Frauenstimmrecht blieb 1959 ohne Erfolg. Er wirkte bei der Teilrevision des eidgenössischen Jagdgesetzes von 1962 mit.
Von 1927 bis 1941 war Ullmann Oberst im Generalstab der Schweizer Armee. Er war Mitglied des Corps Teutonia Genf im Aargauer SC und Corpsschleifenträger der Hubertia Freiburg (1952).